# Antermoia-tó
Az Antermoia-tó (olaszul: Lago d’Antermoia vagy Lago di Antermoia) egy tengerszem Észak-Olaszországban, a Dolomitok Rosengarten (Catinaccio) nevű hegycsoportjában, Trento autonóm megyében, Trentino-Dél-Tirol régióban, a fassa-völgyi Mazzin község (comune) közigazgatási területén, 2501 méteres tengerszint feletti magasságban.

## Fekvése
A kis tó a Dolomitok Rosengarten (Catinaccio, magyarul „Rózsakert”) nevű látványos hegycsoportjának közepén található, ezt a hegycsoportot délről a Fassa-völgy, északról a Duròn-völgy (Val Duròn) határolja. A Duròn-völgytől északra a széles Seiser Alm (Alpe di Siusi) fennsík terül el. A tótól délnyugatra emelkedik a Rosengarten-csoport legmagasabb csúcsa, a kerek süveg alakú, 3004 méter magas Kesselkogel (Catinaccio d’Antermoia).
A tó gleccsermozgások révén keletkezett. A rajta keresztülfolyó Antermoia-patak táplálja, másik kifolyása az Udai-patak (Ruf de Udai), a Fassa-völgy felé. A helyi ladin néphagyomány szerint a környező hegyek helyén egykor a legendabeli Laurin király rózsakertje illatozott. A „Rózsakert tavában” (Giardino delle Rose) pedig csodálatos szépségű nimfa lakott. A Dolomitok más hegyeihez és tavaihoz is számos hasonló legenda kapcsolódik.

## Alpinizmus
A tó keleti partja fölött található az Antermoia-menedékház (Rifugio Antermoia), amelyhez több irányból is túrautak vezetnek. Délről, a Fassa-völgyből felvezető utak:
- Pera di Fassa frakcióból (Pozza di Fassa község része). 1326 m magasságból az Udai-völgyön (Val Udai) keresztül (579, 580 jelű ösvények)
- Pera községből a látványos Vajolet-völgyön (Val del Vajolet), Gardeccia községen és a 2769 méteres Antermoia-hágón át (546, 584 jelű ösvények),
- Mazzinból (1372 m-ről), az Udai-völgyön át, az 580 jelű ösvénye (könnyű túra),
- Ciampestrin (Campestrin) községből (1375 méterről) vagy Fontanazzo di Sotto településről (1395 méterről) a Dona-völgyön (Valle di Dona), az 577 és 580 jelű ösvényeken (könnyű túra)
- Campitello di Fassa községből (1448 méterről), a Duròn-völgyön, a 2282 méteres Ciaregole-hágón és a 2516 méteres Dona-hágón (Passo di Dona) át, az 578 és 580 jelű ösvényeken, könnyű túra,

Északnyugat felől, a Seiser Almról (Alpe di Siusi) egy könnyű, de hosszú (kb. hatórás) vándorlás vezet a tóhoz. A 2. jelű túraúton az Albergo Panoramá-tól (fogadótól) lehet indulni, széles zöld legelőkön keresztül a Három-fog-hasadékhoz (Forcella dei Denti di Terra Rossa) jutunk, majd innen a 2441 méteres Tierser-hágón (Passo Tires), a 2168 m magas Duròn-hágón, a 2282 m magas Ciaregole-hágón és a 2516 méteres Dona-hágón át jutunk fel a tóhoz (532, 555, 578, 580 jelű ösvényeken).
A Rosengarten-hegycsoporton át, a tó mellett vezet a Via Alpina nemzetközi túraút-rendszer egyik, sárga jelzésű útvonala is. (Fontanazzóból az 579, 580-as ösvény az Udai-völgyön át, majd a B24-es Via Alpina-szakaszon az Antermoia-menedékházig (2487 ), onnan tovább a B25-ös az Antermoia-hágón (2770 m), a Principe-hágón (2601 m) és a Molignon-hágón (2598 m) visz a Schlern-házhoz (Schlernhaus / Rifugio Bolzano / 2450 m).